# Herniaria capensis
Herniaria capensis är en nejlikväxtart som beskrevs av Ernst Gottlieb von Steudel. Herniaria capensis ingår i släktet knytlingar, och familjen nejlikväxter. Inga underarter finns listade i Catalogue of Life.